# Federação Camaronesa de Voleibol
A Federação Camaronesa de Voleibol  (em francêsːFédération Camerounaise de Volley-Ball, FCVB) é  uma organização fundada em 1964 que governa a pratica de voleibol nos Camarões, sendo membro da Federação Internacional de Voleibol e da Confederação Africana de Voleibol, a entidade é responsável por  organizar  os campeonatos nacionais de  voleibol masculino e feminino no país.